# 31 Cygni
Pour les articles homonymes, voir Omicron.
Désignations
31 Cygni, également désignée Omicron1 Cygni ou V695 Cygni, est une étoile multiple de la constellation du Cygne.

## Nomenclature
La désignation de Bayer ο (omicron) Cygni a été diversement donnée à deux ou trois des étoiles du groupe constitué par 30, 31 et 32 Cygni. 31 Cygni a ainsi pu être désignée comme ο1 ou ο2 Cygni. Pour éviter toute confusion, il est préférable d'utiliser sa désignation de Flamsteed de 31 Cygni plutôt que l'une des désignations de Bayer mentionnées précédemment.

## Propriétés

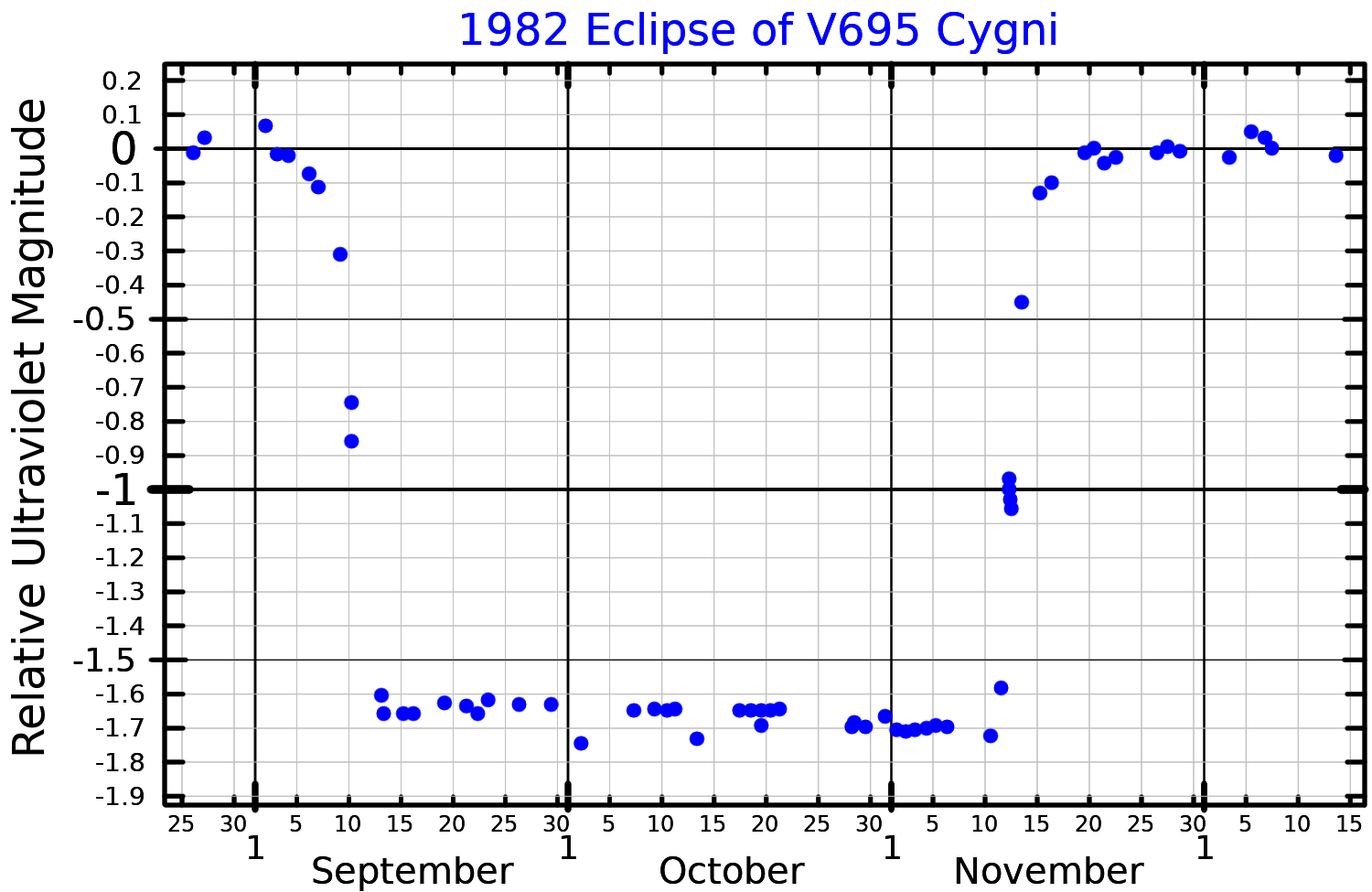
Courbe de lumière en bande ultraviolette durant l'éclipse de 1982 de 31 Cygni, adaptée de Stencel (1984).

31 Cygni apparaît visuellement comme une paire d'étoiles séparées par 109″ en date de 2016, et la plus brillante des deux, 31 Cygni A, est également une binaire spectroscopique. 31 Cygni A est également désignée HD 192577 et HR 7735, tandis que son compagnon de septième magnitude, désigné 31 Cygni B sur la base de données Simbad, est HD 192579.
Les catalogues d'étoiles doubles et multiples recensent plutôt une étoile de treizième magnitude située à 36″ de 36 Cygni A comme 31 Cygni B, tandis que HD 192579 est désignée 31 Cygni C. Cette étoile de treizième magnitude est très probablement une étoile plus lointaine qui n'est pas liée au système.
31 Cygni A est une binaire à éclipses de type Algol, sa luminosité varie entre les magnitudes 3,73 et 3,89 sur une période de dix ans ; les deux composantes sont une supergéante orange de type spectral K4Iab et une étoile bleue-blanche probablement en train de quitter la séquence principale avec un type spectral B4IV-V.